# 仙頭義寛
仙頭 義寛（せんどう よしひろ、1945年（昭和20年）11月21日 - ）は、日本の政治家、元高知県香南市長（2期）、旧香美郡野市町長（2期）。

## 来歴
高知県出身。高知短期大学卒。卒業後は香美郡野市町役場に勤務し、参事兼総務課長などを務めた。1999年に野市町長となり、合併するまで務めた。野市町は2006年に赤岡町などと合併し、香南市となった。
合併後の市長選挙に立候補し、旧夜須町長の清藤真司を破って初当選した。2010年の市長選でも元警察官と元県議を破り、再選。しかし、2012年に政治資金収支報告書の記載に誤りがあり、この責任を取り、6月1日に市長を辞職した。
2020年に旭日小綬章を受章した。このほか高知ソフトボール協会会長を務めた。